# سن استبان ده گورماز

موقعیت دهستان سن استبان ده گورماز ذر استان سریا

سن استبان ده گورماز (انگلیسی: San Esteban de Gormaz) یک دهستان در استان سریا، اسپانیا است.
این دهستان که ۴۰۶٬۷۱ کیلومتر مربع مساحت دارد جمعیت آن تقریباً ۳۵۰۰ نفر است .

## نگارخانه

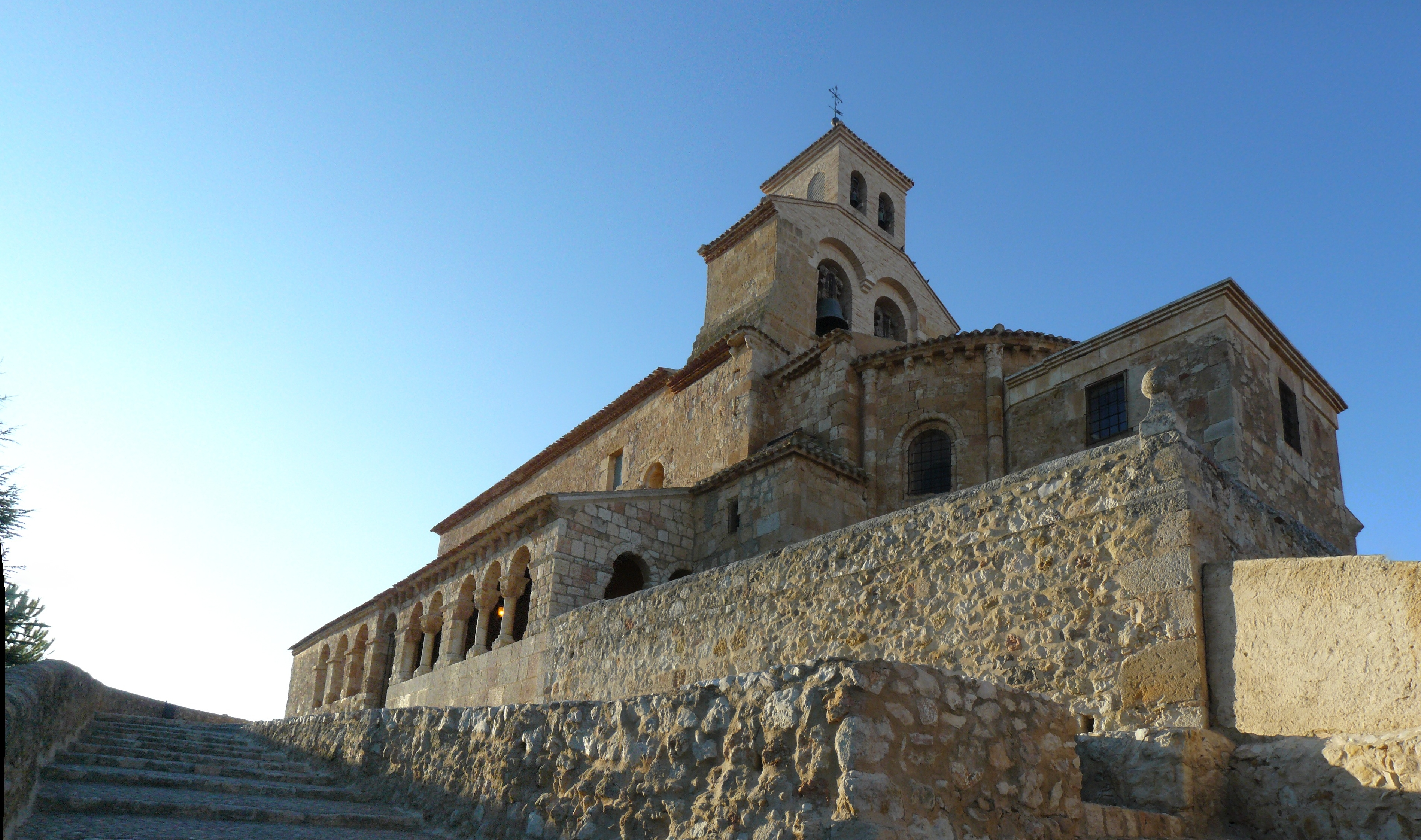
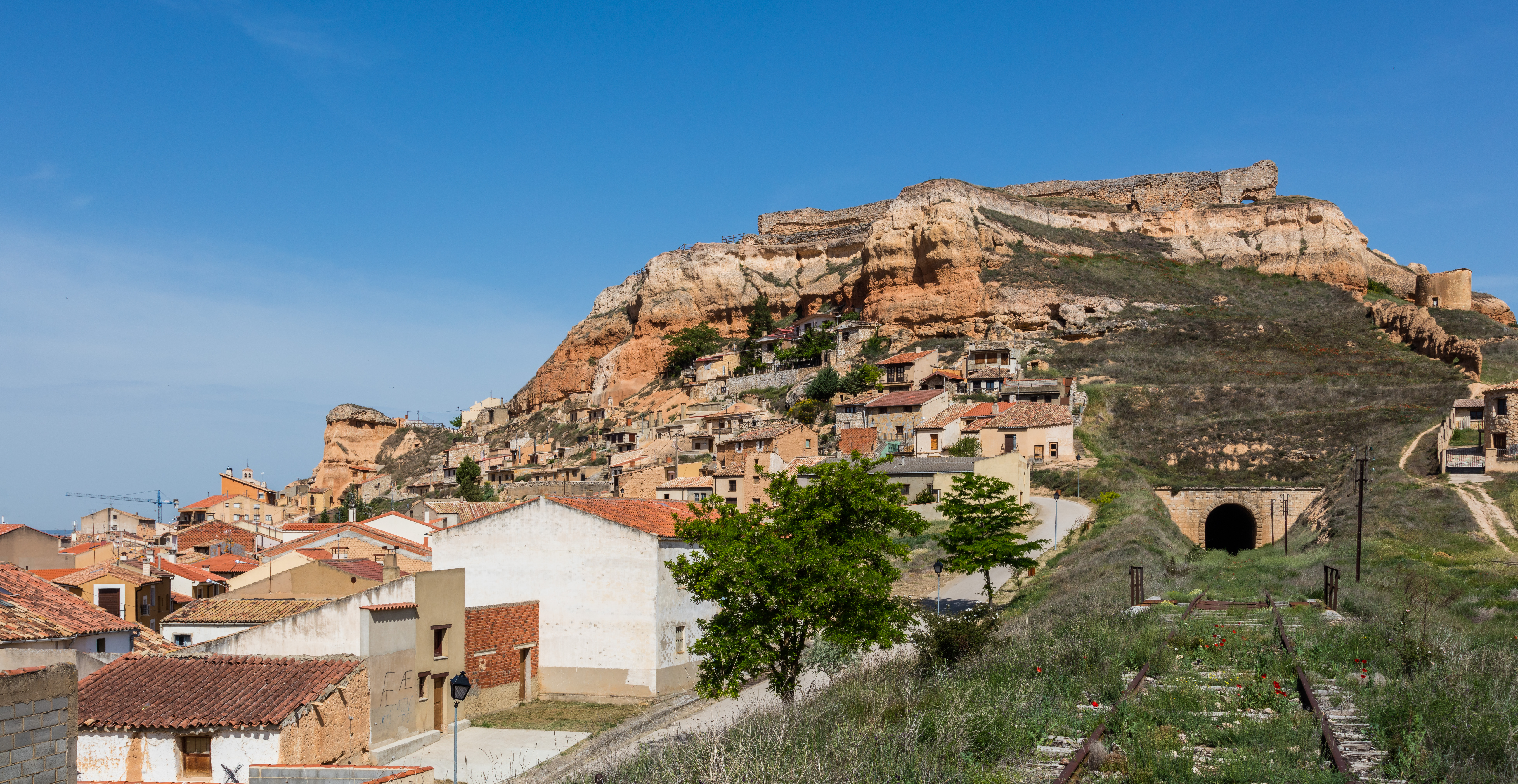
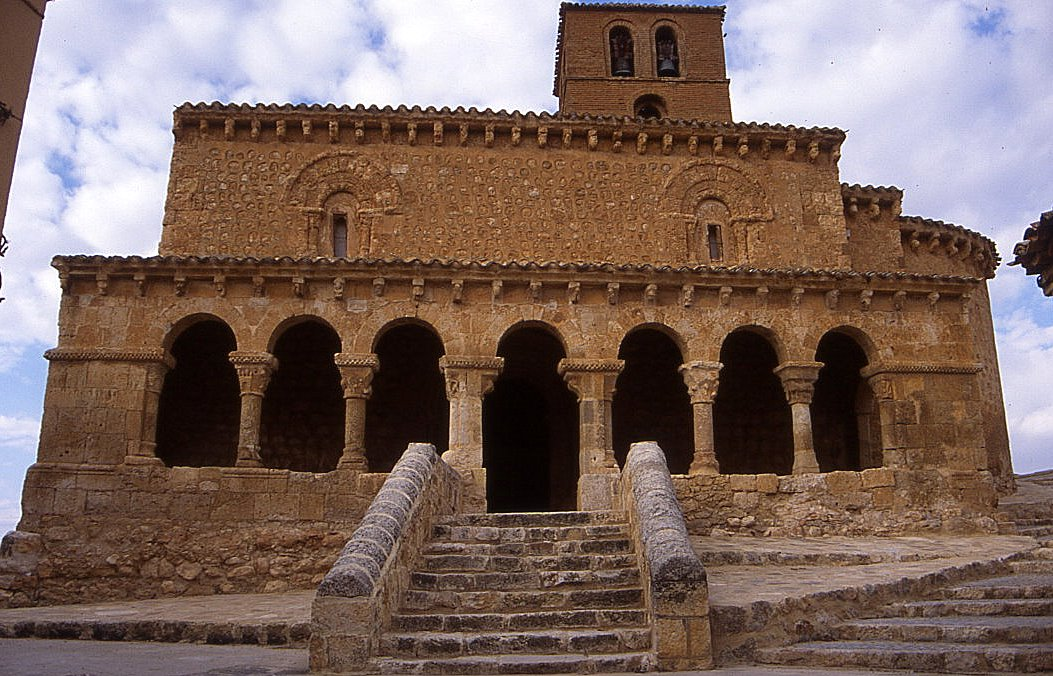
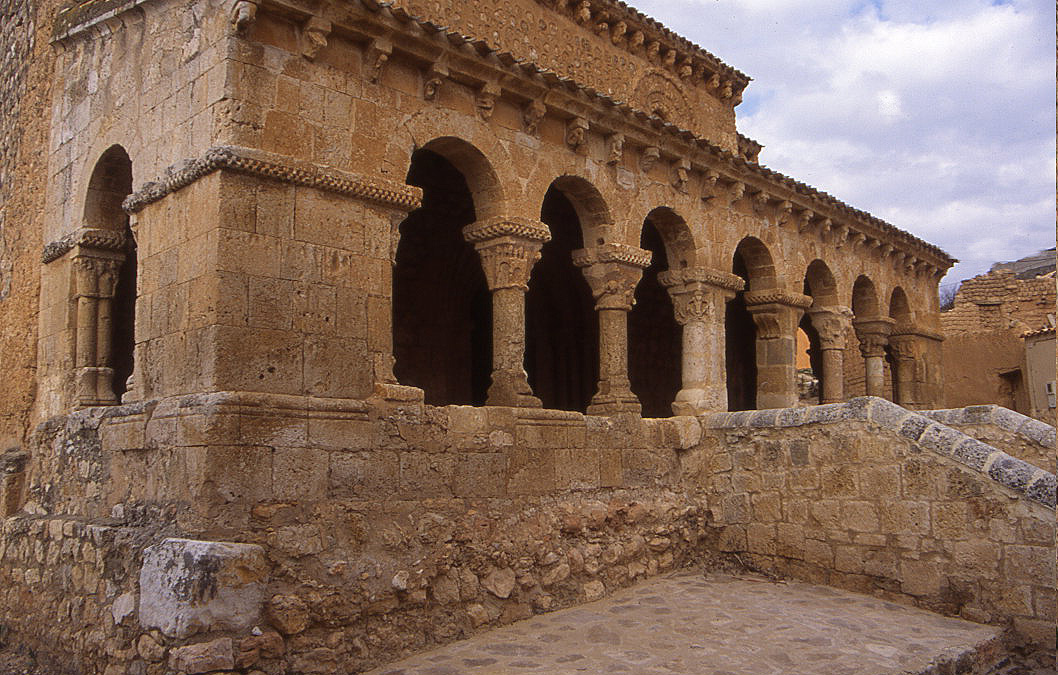
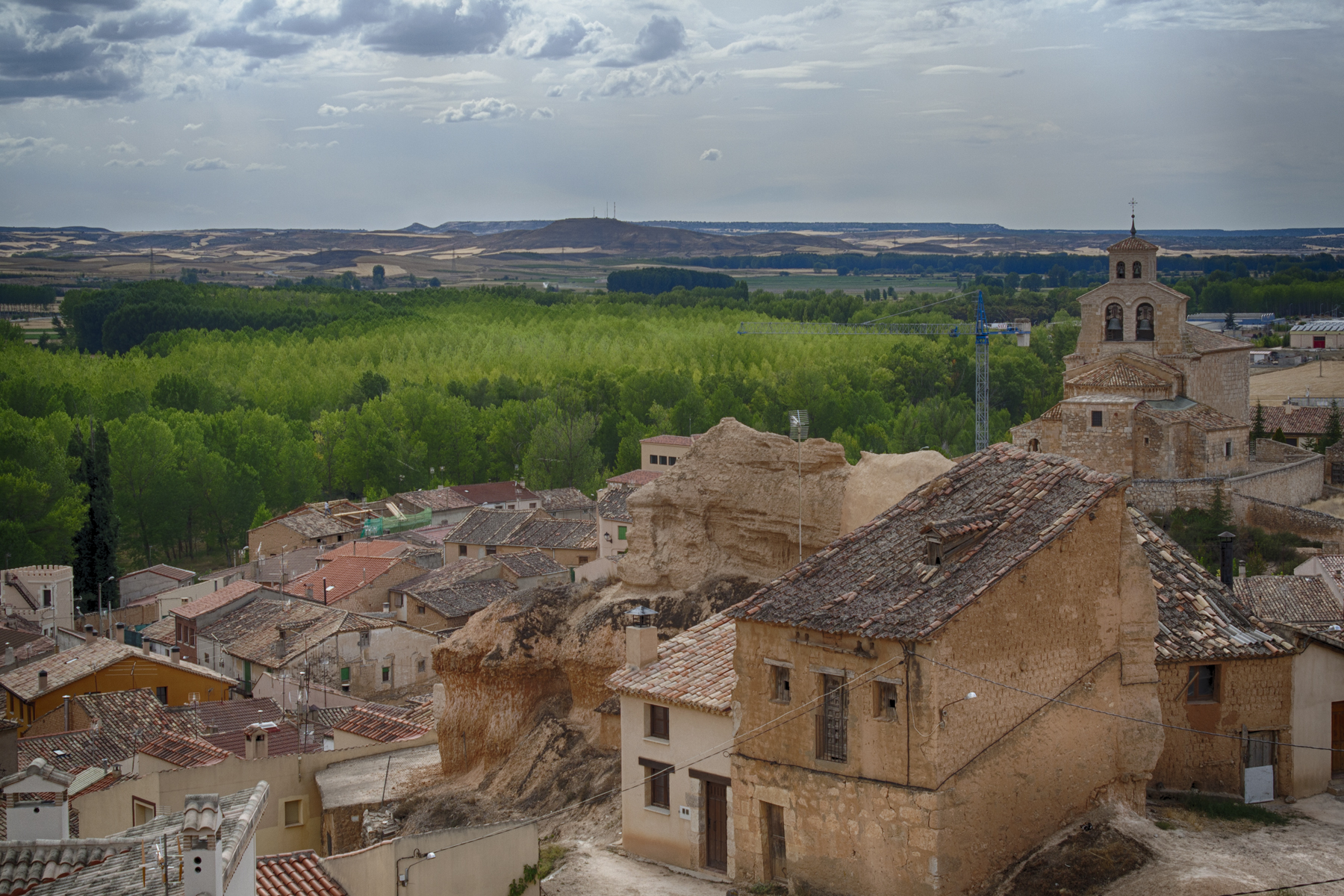
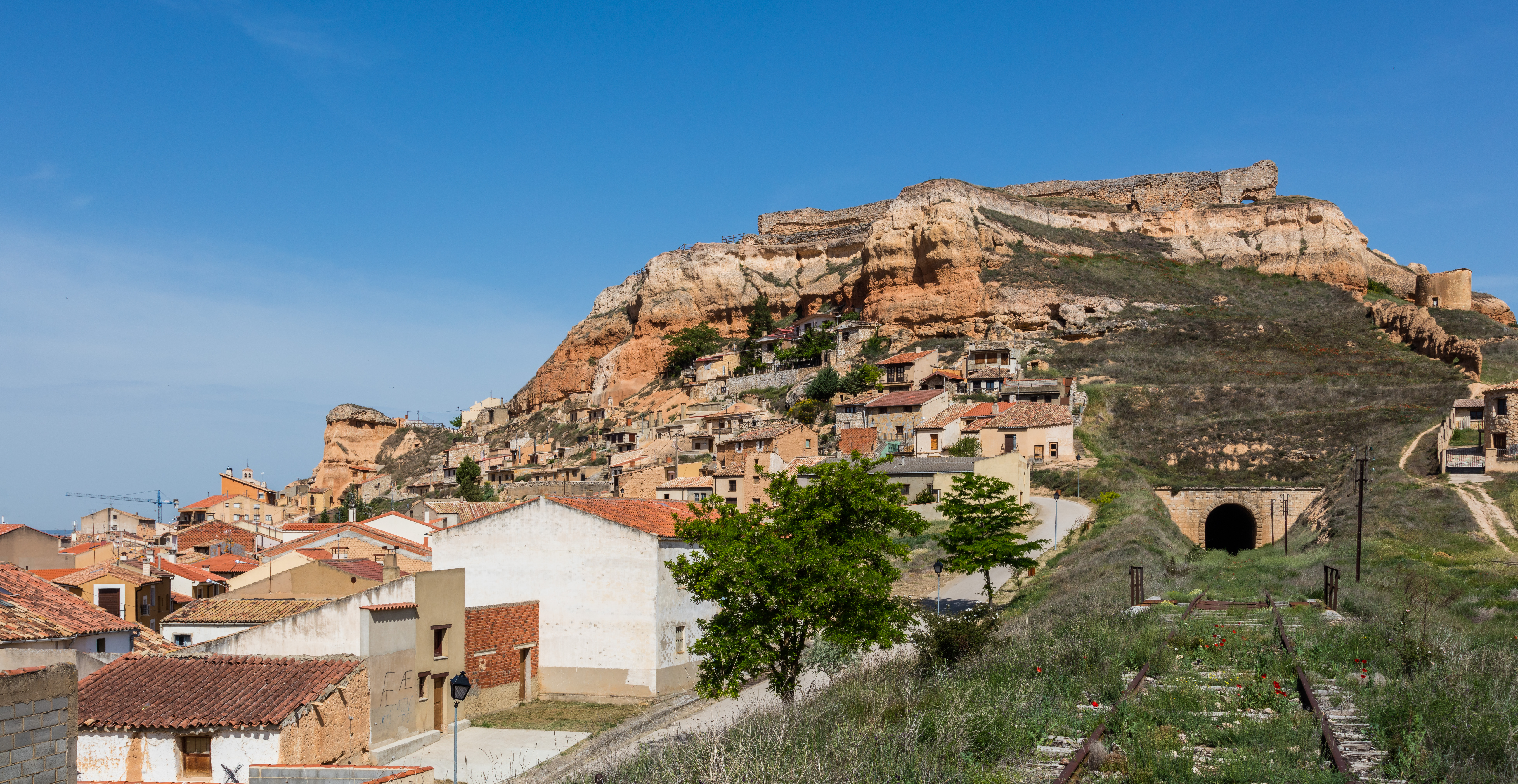
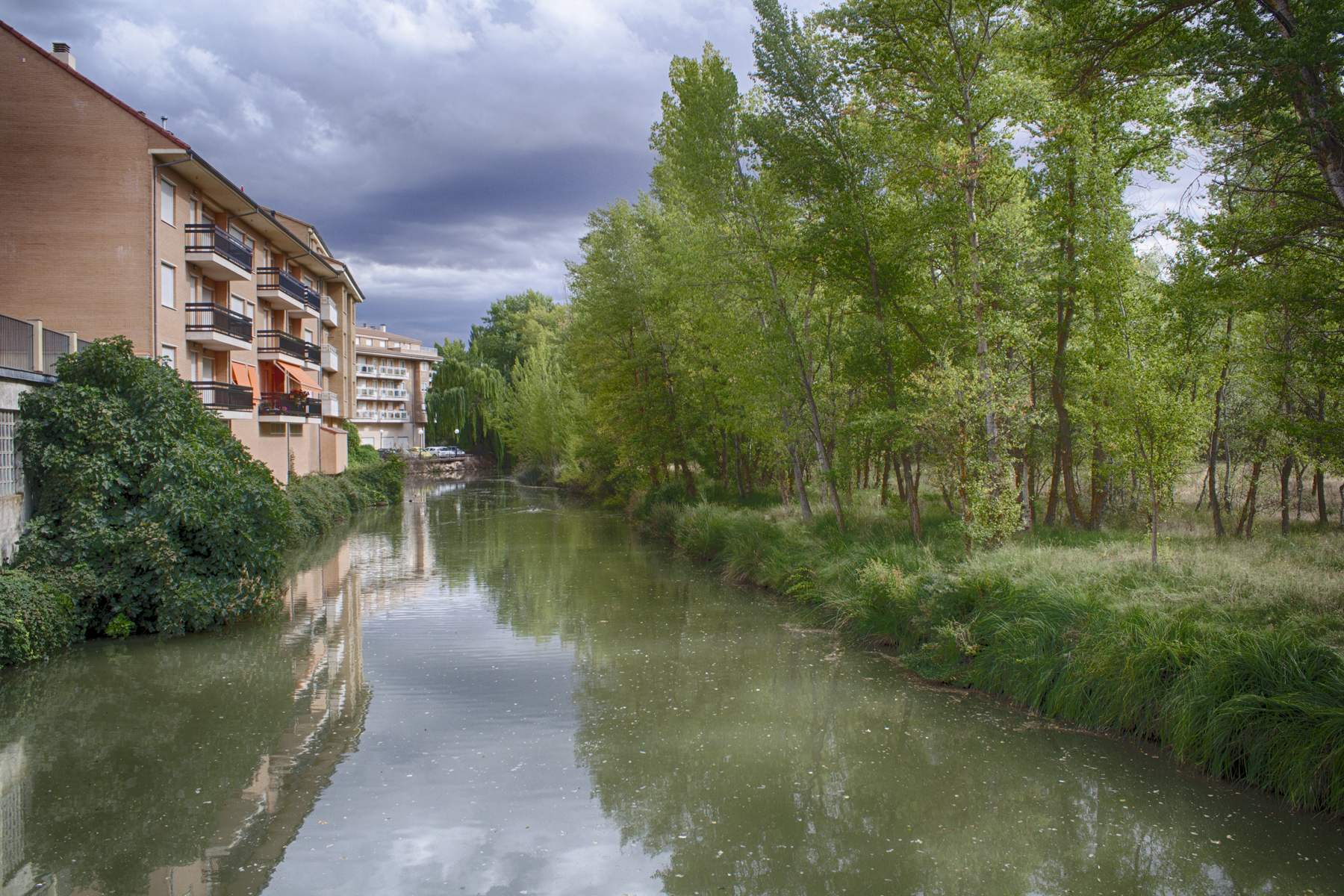
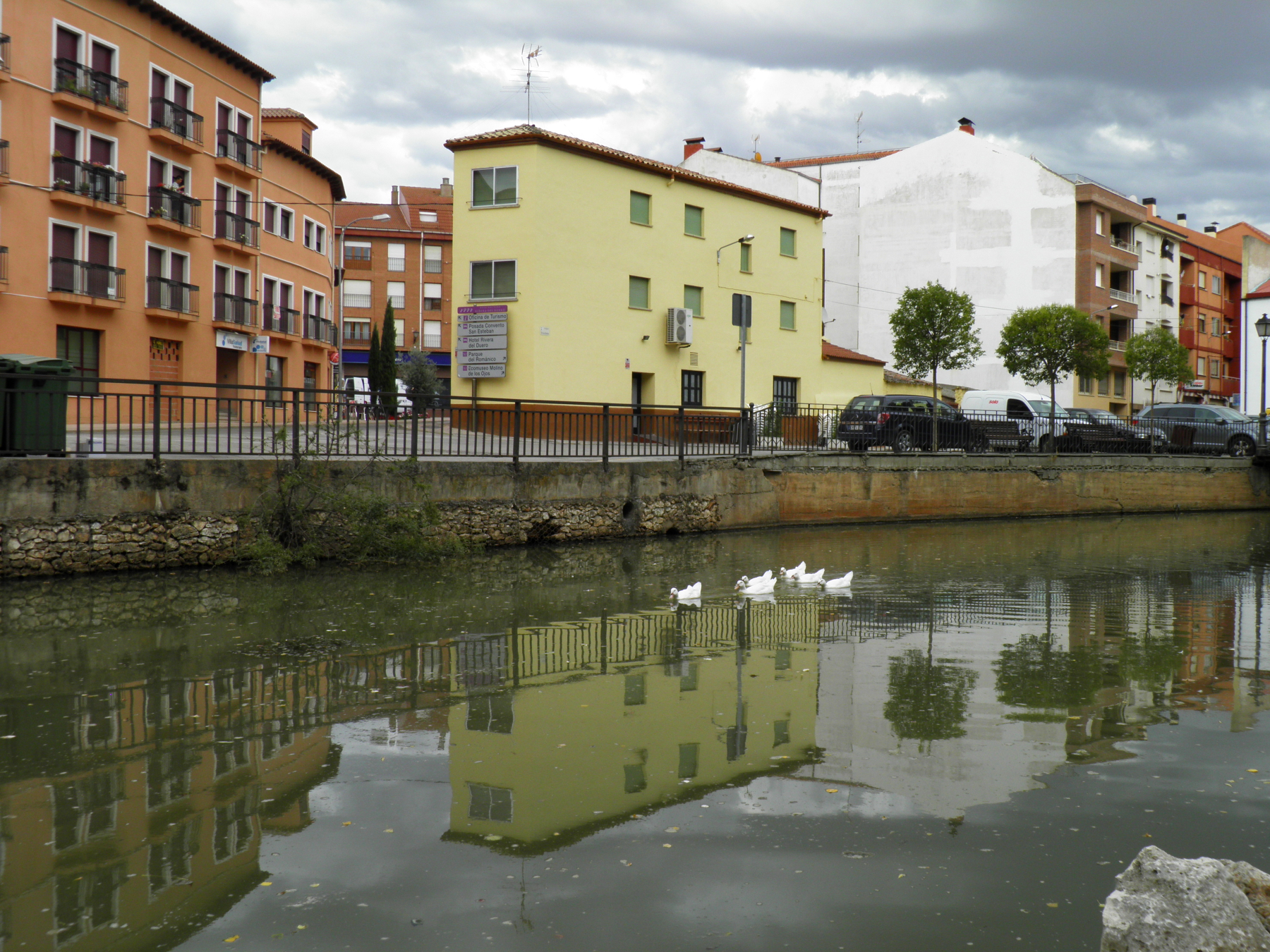